# Reformierte Kirche Rümlang
Die reformierte Kirche Rümlang ist ein evangelisch-reformierter Sakralbau in der Gemeinde Rümlang im Schweizer Kanton Zürich, als deren Wahrzeichen sie gilt. Der markante Turm und der darin integrierte Chor wurden im 14. Jahrhundert erbaut, das Schiff geht im Wesentlichen auf einen Neubau von 1471 zurück. Die Kirche wird im Schweizerischen Kulturgüterschutzinventar als Objekt von regionaler Bedeutung geführt und gehört zu den kunsthistorisch bedeutendsten Kirchenbauten der Zürcher Landschaft.

## Geschichte

### Früh- und Hochmittelalter
Bereits 952 wird zum ersten Mal eine Kirche in Rümlang erwähnt, als Otto I., seit 936 König des Ostfrankenreichs, Orte und Objekte, die der Fürstabtei Fraumünster in Zürich zugehörten, unter seinen Schutz stellte. Dabei gehörte die Rümlanger Kirche dem Fraumünster nur zur Hälfte, zur anderen gehörte sie den Grafen von Kyburg. Infolge dieser für das komplexe mittelalterliche Feudalsystem typischen Teilung des Kirchenpatronats ist die Geschichte der Kirche zunächst von wiederholten Kompetenzstreitigkeiten zwischen den beiden Parteien geprägt.
Das genaue Aussehen des frühen romanischen Baus ist heute nicht mehr rekonstruierbar. Allerdings haben sich ca. 12,5 Meter seiner Wände in der Nordosthälfte des heutigen Schiffs erhalten. Hans Peter Treichler postuliert zudem, dass auch das Rundbogenfenster über dem Seitenportal darauf zurückgehe. Die Kirche war zu Ehren des heiligen Petrus (St. Peter) geweiht. In Erinnerung daran hat die 1956 gegründete katholische Pfarrei Rümlang dieses Patrozinium wieder angenommen.
Als 1210 das erzbischöfliche Gericht in Mainz (das Schweizer Gebiet gehörte damals zur Kirchenprovinz Mainz) Patronat und Präsentationsrecht ganz auf das Fraumünster übertrug und dem Abt von Kappel befahl, einen von der Zürcher Äbtissin vorgeschlagenen Geistlichen in den Besitz der Pfarrei Rümlang zu setzen, wurden der ausgebootete Patron, der Reichsvogt Rudolf III. von Rapperswil, und sein Lehnsherr Ulrich V. von Kyburg des dadurch verlorengegangenen Zehnten zornig. Der Streit wurde 1212 mit einem Vergleich beigelegt: Die Äbtissin verzichtete zugunsten der Rapperswiler auf das Patronat, erhielt dafür aber den Zehnten in Seebach, Reckenholz (heute Teil von Affoltern) und Binz (heute Teil von Wiedikon).

### Spätmittelalter
Elisabeth von Rapperswil vergab das Patronatsrecht 1302 den beiden Brüdern Konrad von Klingenberg, Domprobst des Domkapitels Konstanz, und Ulrich von Klingenberg, dem späteren Reichsvogt von Konstanz. Elisabeths Sohn Werner von Homberg vergab es schliesslich 1316 dem Domkapitel Konstanz allein, bei dem der Kirchensatz Rümlang für beinahe 200 Jahre als Lehen verblieb.
In dieser Zeit wurde die ursprüngliche Kirche durch einen frühgotischen Neubau ersetzt, der von einem massiven Chorturm bekränzt wurde. Dendrochronologische Untersuchungen legen das Baujahr 1348 nahe.
Da die Gemeinde Rümlang ab 1424 als Obervogtei zur Stadt Zürich gehörte, wurde sie in die Wirren des Alten Zürichkriegs (1440–1446) hineingezogen. 1443 verwüsteten eidgenössische Truppen das Dorf und brannten die Kirche nieder. Nur der Turm blieb stehen, allerdings sieht man noch heute Brandspuren im Gebälk.
Erst 1471 wurde ein neues Langhaus gebaut. Aus diesem Jahr ist ein Rundschreiben des Bischofs von Konstanz erhalten, in dem er um Zuwendungen für den Bau bittet. In der Folgezeit (das genaue Entstehungsjahr bleibt unklar) wurde das Chorgewölbe mit Fresken der vier Evangelisten versehen.
1493 übernahm die Gemeinde Rümlang den Unterhalt von Turm und Chor. Sie erhielt dafür den Binz-Zehnten vom Domkapitel Konstanz. 1508 wurde das Kirchenschiff ein erstes Mal verlängert.
Im November 1514, wenige Jahre vor der Reformation, kaufte die Fürstabtei Fraumünster dem Domkapitel Konstanz den Kirchensatz Rümlang für 2500 Rheinische Gulden ab. Das Wappen der damaligen Äbtissin Katharina von Zimmern ist bis heute in einem der Rundfenster im Dreiblatt des Spitzbogenfensters im Chor zu sehen.

### Seit der Reformation
Die Reformation wurde von Wolfgang Grüter, einem engen Weggefährten Zwinglis, nach Rümlang getragen. Bevor er 1524 Pfarrer in Rümlang wurde, war Grüter (als Stiftskaplan am Grossmünster) an den frühen reformatorischen Ereignissen in Zürich an vorderster Front beteiligt gewesen, so im März 1523 beim Aufruhr wider Leo Jud im Kloster Oetenbach und im Oktober 1523 an der Zweiten Zürcher Disputation. Im Januar 1528 nahm er dann als «lütpriester zuo Rümlang» (Leutpriester in Rümlang) an der Berner Disputation teil.
Für das Aussehen der Kirche hatte die Reformation drastische Konsequenzen. Infolge des Bildersturms wurde aller Schmuck entfernt, die Fresken wurden verputzt. Die wegen des neuen Abendmahlsverständnisses obsolete Sakramentsnische wurde zugemauert und liturgisches Gerät verbannt.
Aus der Amtszeit von Grüters Nachfolger Fridolin Keller (1537–1573 Pfarrer), der zuvor wegen Ehebruchs in Regensberg entlassen worden war, hat sich ein kostbares Güter- und Abgabenverzeichnis (ein Zinsurbar) aus dem Jahr 1555 erhalten, das heute im kircheneigenen Archiv einsehbar ist.
Um 1600 wurde an der Nordseite des Langhauses eine Schule aus Holz angebaut. Diese blieb bis 1840 in Gebrauch, als ein separates Schulhaus in Rümlang gebaut wurde. 1678 wurde der Turm mit zwei Ziffernblättern ausgestattet.
1846/1847 wurde die Kirche umgebaut. Das Schulgebäude wurde abgerissen, das Schiff ein letztes Mal verlängert und die bemalte Holzdecke im Schiff durch eine Stuckdecke ersetzt. In die Eingangsfassade wurden zwei Spitzbogenfenster und eine Fensterrose eingebaut. 1879 wurde die Turmuhr erneuert und mit den heutigen vier Zifferblättern versehen. Bei Renovierungsarbeiten wurden im Oktober 1897 die vorreformatorischen Fresken im Chor wiederentdeckt und freigelegt.
Nach der Anlage eines neuen Friedhofs ausserhalb des Dorfes 1947 fanden keine Bestattungen bei der Kirche mehr statt. 1974/1975 wurde der Kirchfriedhof geräumt.
1950 erfolgte der bislang letzte grosse Umbau der Kirche. Dabei wurden die Dachkonstruktion des Schiffs erneuert und eine neue, hölzerne Decke eingebaut. Ferner erhielt die Kirche eine moderne Bestuhlung, die Empore mit der heutigen Orgel und einen massiven Vorbau statt des bisherigen Vordachs.

### Jüngste Entwicklungen
2002 fand die letzte grosse Renovation der Kirche statt, bei der unter anderem die Fresken aufgefrischt wurden. Im Chor legte man die alte Sakramentsnische frei, in der bis zur Reformation der nach katholischem Verständnis eucharistische Leib Christi aufbewahrt worden war.
Zwischen 2003 und 2012 wurde die reformierte Kirchgemeinde Rümlang von einem «Kirchenstreit» erschüttert, der über die Grenzen des Dorfes hinaus für Aufsehen sorgte. Der Tages-Anzeiger veröffentlichte mehr als ein Dutzend Berichte darüber. Am Ende hatte beinahe die gesamte ursprüngliche Belegschaft demissioniert.

## Baubeschreibung

### Langhaus
Wie bei Dorfkirchen nördlich der Alpen üblich, ist die Kirche Rümlang eine einschiffige Saalkirche mit Satteldach. Durch die wiederholten Verlängerungen – die letzte erfolgte 1846/1847 – ist das Schiff mit seinen 20,3 Metern auf 7,5 Metern Breite überproportional lang. Es wird längs von je vier Fenstern belichtet, die an der Südseite die verschiedenen Baustadien repräsentieren: 1. ein romanisches Rundbogenfenster, 2. ein spätgotisches Spitzbogenfenster, 3. ein weiteres spätgotisches Spitzbogenfenster von 1508 und 4. ein Spitzbogenfenster von 1846/47. Die Fenster an der Nordseite wurden erst beim Umbau 1950 mit Masswerk versehen.
Vor der Chortreppe war früher der Grabstein des 1340 gestorbenen Leutpriesters Rüdger («Ruggerus») Tellikon eingelassen. Die polygonale Holzkanzel auf einer Steinsäule wurde ursprünglich 1637 gebaut. Heute steht hier ein Nachbau von 1950. Das südliche Seitenportal neben der Kanzel stammt aus dem 17. Jahrhundert.
An der Südfassade des Langhauses sind drei Epitaphe (Gedenkplatten) angebracht:
1. für Johann (Hans) Heinrich Kesselring († 1729), von 1704 bis zu seinem Tod Pfarrer in Rümlang,[15] und seine Frau Anna Schweitzer († 1730),
2. für Kaspar Marthaler (1827–1891), von 1855 bis zu seinem Tod Pfarrer in Rümlang,[16] und
3. für Heinrich Steinemann (1840–1902), 1865–1888 eine prägende Figur in der Rümlanger Gemeindepolitik (u. a. Mitgründer der Sekundarschule) und von 1890 bis zu seinem Tod Nationalrat im Schweizer Parlament.[17]

### Chor
Der um drei Stufen erhöhte Chor wird vom Schiff aus durch einen spitzbogigen Triumphbogen betreten. Er hat einen quadratischen Grundriss und misst 5,6 auf 5,6 Meter. Der Chor bildet das Untergeschoss des Turms. Solche Chortürme finden sich in Anlehnung an St. Peter Zürich auch bei anderen Dorfkirchen des Kantons, zum Beispiel bei der Kirche Illnau, der Alten Kirche Schlieren, der Alten Kirche Altstetten oder der Kirche Höngg.
Der Chor hat ein gotisches Kreuzrippengewölbe, dessen dekorierte Rippen tief über dreigeteilten Konsolen ansetzen und in einem farbigen, mit einer Rosette geschmückten Schlussstein münden.
Bemerkenswert sind die spätgotischen, um 1500 entstandenen Fresken im Gewölbe. Vor einem mit Sternen übersäten Hintergrund sieht man die Symbole der vier Evangelisten: Engel (Matthäus), Stier (Lukas), Adler (Johannes) und Löwe (Markus). Die Figuren halten Spruchbänder, deren Inschriften nur noch beim Markuslöwen teilweise erkennbar sind. Es handelt sich hier um den Anfang des Markusevangeliums (Mk 1,1 ) in der lateinischen Übersetzung der Vulgata: Initium evangelÿ ihesu christi filÿ dei sicut script[um] e[st] («Anfang des Evangeliums von Jesus Christus, Gottes Sohn. Wie geschrieben steht [...]»).
Zwei Fenster spenden Licht. Im Dreiblatt des östlichen Spitzbogenfensters befinden sich drei bemalte Rundfenster von 1508, welche der Zürcher Lukas (Lux) Zeiner, der damals renommierteste Glasmaler der Eidgenossenschaft, hergestellt hat. Die Malereien zeigen:
1. das Wappen der Obervogtei Rümlang mit dem charakteristischen Einhorn. Es war 1424 von den Rittern von Rümlang übernommen worden.
2. das Wappen der letzten Äbtissin des Fraumünsters Katharina von Zimmern. Hans Lehmann vermutet, sie habe damit  «für ihre Abtei werben» wollen, und das erfolgreich, zumal die Kirche 6 Jahre später ja wieder an die Fraumünsterabtei ging.[18] Über dem Wappenschild halten zwei Engel die abgeschlagenen Köpfe der Zürcher Stadtheiligen Felix und Regula.
3. das Wappen der Stadt Zürich.

Der barocke Taufstein mit rundem Fuss und halbrunder Schale stammt aus dem 18. Jahrhundert.

### Sakristei
Nordwestlich des Chors schliesst eine um sieben Stufen höhergelegene Sakristei mit spitzbogigem Kreuzgratgewölbe ohne Rippen an. Sie enthält an der Ostwand ein Wasserbecken (Piscina) und an der Südwand einen Tresor. Unter der Sakristei befindet sich das ehemalige Beinhaus. Die genaue Bauzeit ist unklar, allerdings wird bereits 1443 eine Sakristei erwähnt.

### Kirchturm
Die aussergewöhnliche Dicke des Turms erklärt sich durch die schon erwähnte Chorturmbauweise, schliesslich setzt er den Chor fort. Der Turm hat ein gezimmertes Glockengeschoss. Darüber wurde Ende 15. Jahrhundert das heutige steile Zeltdach errichtet, von dem Alteingesessene nach wie vor scherzhaft-liebevoll behaupten, es sei «glismet» (Schweizerdeutsch für «gestrickt»).
Die barocke Sonnenuhr an der Südseite der Turmfassade ist um 1700 entstanden. Auf einem Spruchband darüber steht die lateinische Inschrift: Ultima latet («Die letzte [Stunde] bleibt verborgen»). Die Vanitas-Thematik wird durch den einen Menschen verschlingenden Wal darunter ergänzt, einem Symbol für die Erhabenheit der Schöpfung und die Bedrohung des Menschen. Die in römischen Ziffern vermerkte Jahreszahl 1924 dürfte auf eine Restauration zurückgehen.

## Glocken
Das alte Geläute aus dem 16. Jahrhundert umfasste vier Glocken. 1775 bekam die grösste Glocke während des Vesperläutens einen Riss und musste bei Johann Füssli in Zürich umgegossen werden. Das gesamte Geläute wurde 1817/1820 von Wilhelm Konrad Füssli umgegossen.
| Nr. | Gussjahr | Gewicht  | Umguss     | Gewicht nach Umguss | Inschrift |
| --- | -------- | -------- | ---------- | ------------------- | --- |
| 1   | 1599     | 27 Ztr.  | 1775, 1817 | 26 Ztr.             | Euch Menschen! wekt mein heller Klang; / Zu Euch ruft er herab: / Zur Andacht und zum Lobgesang, / Zum Tempel und zum Grab! (Umguss von 1775) |
| 2   | o. J.    | 6 Ztr.   | 1817       | 9 Ztr.              | XPS vincit, XPS regnat, XPS imperat («Christus hat gesiegt, Christus herrscht, Christus gebietet»)                                            |
| 3   | 1573     | 530 Pfd. | 1820       | 509 Pfd.            | |
| 4   | 1565     | 1,5 Ztr. | 1817       | 5 Ztr.              | |

1888 wurde das heutige vierstimmige Geläute in Des-Dur eingeweiht. Die Glocken wurden von Jakob II. Keller in Unterstrass bei Zürich gegossen.
| Nr. | Ton  | Gewicht |
| --- | ---- | ------- |
| 1   | des′ | 2100 kg |
| 2   | f′   | 1040 kg |
| 3   | as′  | 600 kg  |
| 4   | des″ | 260 kg  |

## Orgel
1909 wurde die Kirche zunächst mit einer Chororgel der Firma Kuhn aus Männedorf ausgestattet. Diese wurde 1950 durch die heutige Orgel auf der Empore von R. Ziegler aus Genf ersetzt. Sie umfasst 18 Register.

## Kirchbrunnen

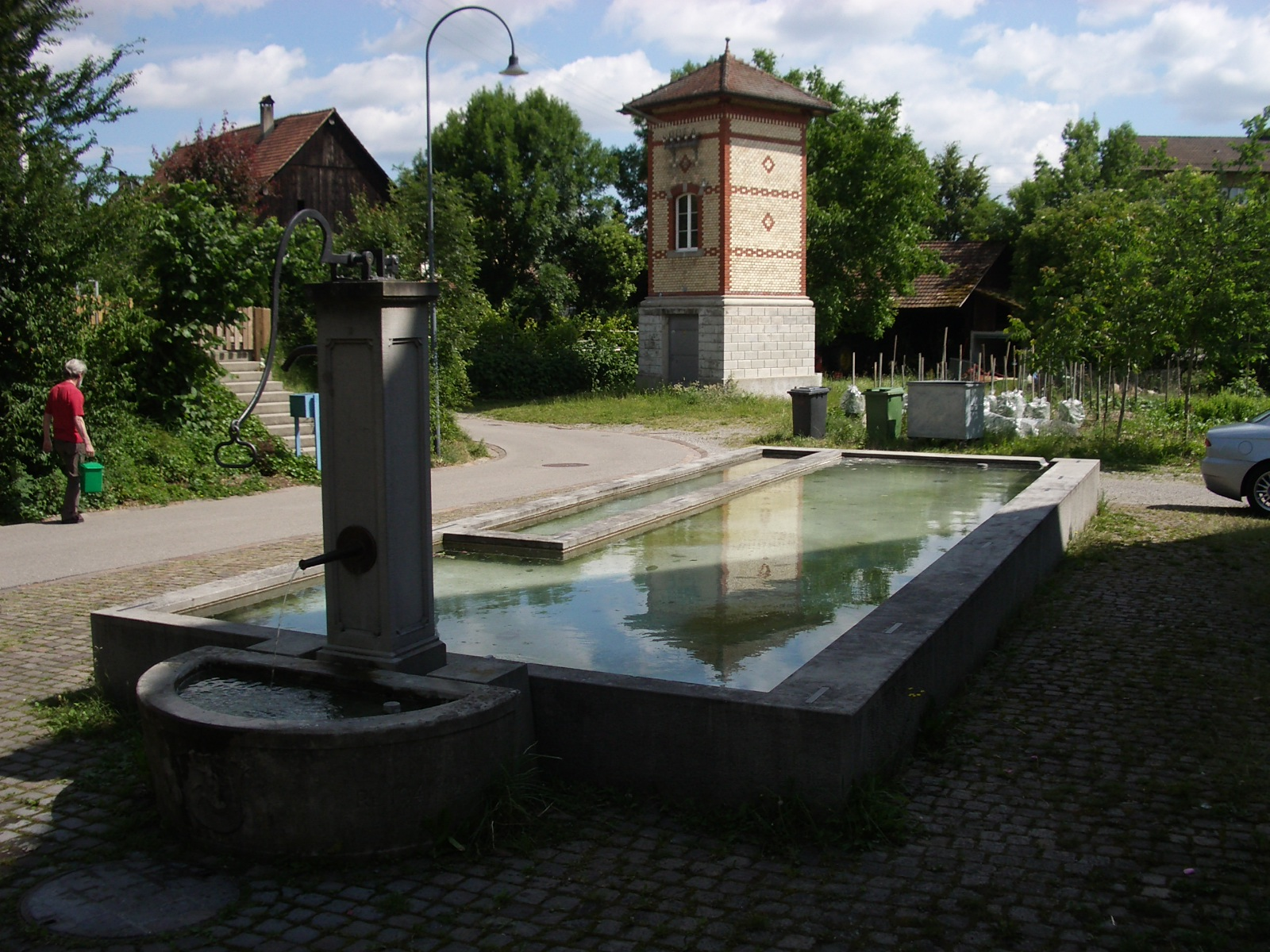
Der Rümlanger Kirchbrunnen mit Transformatorenstation im Hintergrund

Der 5 Meter unterhalb der Kirchhofmauer im Nordosten der Kirche liegende Kirchbrunnen war bis ins 20. Jahrhundert hinein nebst dem Rümelbach und der Glatt die wichtigste Wasserquelle des Dorfes. Es handelte sich um eine Überlaufquelle, deren Wasser durch natürlichen Aufstoss direkt in den Brunnentrog floss. Als sich die Zürcher Regierung 1867 im Umland nach neuen Möglichkeiten zur Wasserversorgung umsah, musste von einer städtischen Nutzung der Kirchbrunnenquelle abgesehen werden, «da dieser Brunnen zu sehr für die Dorfschaft benutzt wird». Durch die Errichtung der Wasserfassung Schmidbreite und die dortige Nutzung des Grundwassers versiegte die Kirchbrunnenquelle weitgehend.
In der Zwischenkriegszeit wurde die Lage des Rümlanger Kirchbrunnens wissenschaftlich beigezogen, um «mit der abergläubischen Furcht vor der Verunreinigung des Grundwassers durch Friedhöfe endgültig aufzuräumen». Die ausgewerteten Wasserproben waren trotz der unmittelbaren Nähe zum Friedhof völlig unbedenklich. Dass das Quellwasser einen hohen Gehalt an Nitraten enthielt, musste, so ein Bericht von 1928, «nicht auf den Friedhof, sondern […] auf das noch oberhalb des Friedhofs liegende, noch gänzlich unkanalisierte Dorf zurückgeführt werden».